# Celine Aguirre
Celine Aguirre-Morales Prouvé, conocida como Celine Aguirre (Francia, 1 de abril de 1971), es una actriz y presentadora de televisión francoperuana. Es hermana gemela de la también actriz Marisol Aguirre, con la que se inició en la actuación.

## Carrera
Debutó en la televisión participando en diversos comerciales junto con Marisol en los que se interpretaban a sí mismas. Celine tuvo su primer rol en la telenovela Gorrión, en 1994, en la que apareció en los episodios finales. 
En 2003, actuó en la telenovela Luciana y Nicolás, y ese mismo año tuvo un rol en la película El destino no tiene favoritos, del director Álvaro Velarde, ganadora de premios en varios festivales y con reseñas muy buenas de parte de la crítica especializada. El 2005, condujo por un tiempo el programa Íntimas en Panamericana Televisión y regresó en 2007 a las telenovelas con Un amor indomable, producción peruano-chilena dirigida por el productor francés Michel Gómez. Posteriormente participó en diversas obras infantiles y el musical La novicia rebelde, y en montajes de obras clásicas como Bodas de sangre, dirigida por Edgar Saba, en donde actuó al lado de su hermana Marisol y del actor Diego Bertie.
Entre 2007 y 2008, condujo el programa Cuál es tu rollo en el canal de cable Visión 20, en donde ha podido también desempeñarse en su profesión de psicóloga. Además, participa en la telenovela Graffiti, nuevamente bajo la producción y dirección de Michel Gómez. 
Celine Aguirre concursó en la segunda temporada del programa de telerrealidad de baile Bailando por un sueño, conducido por Gisela Valcárcel, donde obtuvo el sexto puesto tras tres meses de competencia.
Condujeron también junto con su hermana Marisol Aguirre el programa El otro show, el mismo que trata de las cosas que ocurren detrás del escenario y durante los ensayos del programa de telerrealidad —conducido por Gisela Valcárcel— El show de los sueños.

## Vida personal y familia
Celine Aguirre es hija de Marie Claude Prouvé y Augusto Aguirre-Morales Boggio, tiene tres hermanos: Marisol Aguirre; Karine Aguirre, esta última es una bachiller en Psicología (PUCP), bailarina y educadora corporal, y Manuel Aguirre, arqueólogo. Ella y sus hermanos son nietos de Augusto Aguirre Morales (1888-1957), quien fue narrador, poeta, educador y periodista peruano. Estudió en el Colegio Franco-Peruano de Surco. Estuvo casada con el cantante Miki González, durante diecisiete años, del cual se separó en 2008. El matrimonio tuvo tres hijos: Joaquín, Dara y Martina.

## Filmografía

### Presentadora
- Íntimas (2005)
- Cuál es tu rollo (2007)
- El otro show (2009)

### Series y telenovelas
- Gorrión (1994), como Gianella;
- Todo se compra, todo se vende (1997);
- Gente como uno (2000);
- Luciana y Nicolás (2003), como María Pía;
- Un amor indomable (2007), como Claudia;
- Graffiti (2008-2009), como Pilar;
- Yo no me llamo Natacha (2011), como Yomayra «Yoyo» Benavides Olmos;
- La bodeguita (2011), como Silvia.

### Programas de telerrealidad
- Bailando por un sueño (2008), concursante, 6.º puesto;
- El gran chef famosos (2024), concursante, 1.er puesto (junto a Marisol Aguirre).

### Películas
- El destino no tiene favoritos (2003)
- Como quien no quiere la cosa (2010)

## Teatro
- La novicia rebelde (2005), como baronesa Schereider
- La princesa del lago (2005), doble rol
- Bodas de sangre (2005)
- La princesa y la gitana (2005)
- Crónicas de días enteros y de noches enteras (2009)
- La pareja dispareja (2009)
- Boeing boeing (2009)
- El chico de la última fila (2010)
- Razones para ser bonita (2013)
- El fenómeno del Niño, de Manuel Bianchi Ferrand (2017)